# مارك ويكفيلد
مارك ويكفيلد (بالفرنسية: Mark Wakefield)‏ (و. 1974  م) هو مغني أمريكي.

## روابط خارجية
- مارك ويكفيلد على موقع ميوزك برينز (الإنجليزية)
- مارك ويكفيلد على موقع أول ميوزيك (الإنجليزية)
- مارك ويكفيلد على موقع ديسكوغز (الإنجليزية)